# Bevægelsen (kortfilm)
 For alternative betydninger, se Bevægelsen. (Se også artikler, som begynder med Bevægelsen)
Bevægelsen er en kortfilm fra 1967 instrueret af Ole Nørgård Andersen efter eget manuskript.